# État de Franche-Comté
Pour les articles homonymes, voir Franche-Comté (homonymie).
Ne doit pas être confondu avec États de Franche-Comté.
27 janvier 1814 – 6 juin 1814
(130 jours)
Entités précédentes :
- Empire français
- Principauté de Montbéliard
- Principauté de Porrentruy

Entités suivantes :
- Royaume de France

L'État de Franche-Comté est un État tampon qui exista du 27 janvier au 6 juin 1814, situé entre la France et la Suisse. Créé à la chute de l'Empire français, l'État était dirigé par le gouverneur général Conrad Karl Friedrich von Andlau-Birseck dit le « baron d'Andlaw ».
Ce petit État se composait des départements de Haute-Saône, du Doubs, du Jura, des Vosges, ainsi que des anciennes principautés de Montbéliard et de Porrentruy, ces dernières correspondant au territoire de l'ancien département du Mont-Terrible.

## Histoire
Après avoir remporté la bataille de Leipzig en 1813 dans le cadre de la Sixième Coalition, les troupes coalisées (Empire russe, empire d'Autriche, royaume de Prusse, Royaume-Uni) se dirigent en direction de la France dès fin décembre, au cours de la campagne de France.  
Le 3 janvier 1814, treize hussards hongrois se rendent à Vesoul et prennent en otage le préfet. Le 4 janvier, de nouvelles troupes des forces européennes coalisées arrivèrent dans la ville, puis à nouveau quelque temps après[Quand ?]. Occupé par les Autrichiens et les Russes, Vesoul voit la venue de trois souverains étrangers : l'empereur de Russie Alexandre Ier (le 19 janvier, à la maison Junot), l'empereur d'Autriche François (le 21 janvier, à la maison Vigney) et le roi de Prusse Frédéric-Guillaume III (les 23 et 24 janvier, à l'hôtel Raillard de Granvelle). Ces trois souverains se réunissent ensuite le 25 janvier à Langres pour décider de la création d'un nouvel État, un État-tampon entre l'Allemagne et la France. 
Celui-ci, composé de l'ancienne province de Franche-Comté (départements de Haute-Saône, du Doubs et du Jura), du département des Vosges, ainsi que des anciennes principautés de Montbéliard et de Porrentruy (correspondant à l'ancien département du Mont-Terrible), est institué le 27 janvier 1814. Il fut alors décidé d'en installer le siège dans la préfecture haut-saônoise, Vesoul, cité de 5 000 habitants. Classée « Bonne ville » sous le Premier Empire, cette ville bénéficiait d'une place centrale dans ce petit État.
Le souverain de l'État était le baron d'Andlaw, juge au conseil aulique de Fribourg-en-Brisgau, nommé par les Hautes Puissances Alliées[réf. nécessaire]. À sa nomination, le baron d'Andlaw proclame :

« Aux Habitans de la Franche-Comté, du Département des Vosges et de la Principauté de Porrentrui.
Les efforts des Hautes Puissances alliées pour conquérir une paix sûre et solide, ont conduit dans vos foyers leurs Armées victorieuses.
Etrangères à une vengeance opposée à leurs sentiments magnanimes, Elles déplorent les maux inévitables à la guerre, et désirent les alléger aux victimes innocentes d'une ambition démesurée. Ce sentiment, digne de Monarques véritablement grands, les a portés à établir pour vous un Gouvernement-général qui m'a été confié.
C'est à nous de justifier leur attente. Si de mon côté je donne tous mes soins à m'occuper de votre bien-être dans l'esprit qui les anime, il est de toute rigueur que vous y coopériez du vôtre. En conséquence je requiers toutes les Autorités judiciaires et administratives qui n'ont point abandonné leurs places, de continuer leurs fonctions. Les Hautes Puissances alliées ne font pas la guerre aux lois ; Elles veulent les maintenir pour la sûreté de vos personnes et de vos propriétés. Elles exigent que chacun se soumette aux Autorités sous la direction du Gouvernement-général, et que tranquille il attende l'issue des évènements.
Habitants des Départements de la Haute-Saône, du Doubs, du Jura, des Vosges et de la Principauté de Porrentrui, les châtiments les plus sévères tomberaient sur ceux qui s'opposeraient aux vues bienfaisantes des Monarques alliés : j'ai toute confiance que vous ne les méconnaîtrez point. Vingt années de malheur vous ont confirmé cette grande vérité, que sans justice, sans modération, rien ne peut subsister. Cette expérience, si chèrement achetée, n'aura pas été perdue pour la France.
La cause des Hautes Puissances alliées, si visiblement protégée de la Providence, est aussi la vôtre ; ce n'est pas moins à vous qu'à leurs peuples qu'Elles assureront enfin une paix si vivement désirée, et vous en bénirez les augustes Auteurs.
Vesoul, 27 Janvier 1814.
-
Le Gouverneur-général,
Baron d'Andlaw. »

Par une ordonnance du 4 février 1814, la principauté de Montbéliard est rattachée à l'État de Franche-Comté et, le 6 juin 1814, l'État est dissous.
Capitale pendant quatre mois, la ville de Vesoul accueillit au total 18 000 officiers, un million de soldats et 700 000 chevaux.
Durant l'été 2020, le château de Bougey, château-fort de Haute-Saône, présente une exposition consacrée à l'État de Franche-Comté intitulée « 1814, Vesoul capitale de l'État de Franche-Comté ».

## Composition
L'État était composé de six parties françaises annexées qui étaient chacune administrée par un commissaire chargé par le gouvernement-général :
- Le département de la Haute-Saône administré par Jean-Philippe de Wildermeth[4] ;
- Le département du Doubs, administré par Pierre-Georges de Scey ;
- Le département du Jura, administré par le comte Pierre Görie de Hennin ;
- Le département des Vosges, administré par le comte Ludwig von Aarmansperg ;
- La principauté de Porrentruy, province alors française située dans le département du Mont-Terrible, administrée par Conrad de Billieux, beau-frère d'Andlaw ;
- La principauté de Montbéliard, qui fut intégrée à l'État le 4 février 1814 par ordonnance.